# みお & みほ
みお & みほは、BELL-DAが開発、メディアボックスが販売した美少女鑑賞アダルトソフト。及び、これを題材にしたコミック。キャラクターデザインは影崎夕那が担当している。

## 概要
一卵性双生児の高校生の姉妹「みお」「みほ」を相手に、様々なコミュニケーションを楽しむ「美少女鑑賞ソフト」。厳密に言うと「ゲーム」では無い。主人公が2人の自宅にある様々な品物を調べることで、みおとみほが様々なリアクションを返してくる。またソフトを起動する時間帯によって、2人の様々な日常を垣間見ることも…。

## 登場人物
主人公
声 - なし
「TWINS」に掲載されているコミックに登場する主役の青年。みほに惚れて自宅のポストにラブレターを送るがそれをみおに読まれてしまい、自分がみほであると偽ったみおと肉体関係を持ってしまう。その時もみおに突っ込まれるまで彼女がみおだと最後まで気付かなかった。
とても誠実で心優しい人物で、みほだと勘違いして抱いてしまったことをみおに申し訳無さそうに謝罪したり、みほに対して嫌悪感を抱くみおが辛そうにしているのを見て、放っておけずに2人の関係を修復しようとした。
みお
声 - こおろぎさとみ
みほとは双子で姉。容姿はみおと瓜二つだが、みほと違って強気な性格をしている。
みほとは姉妹以上の関係として愛し合っているように見えるが、影崎夕那のイラスト集「TWINS」に掲載されているコミックにおいて、常に自分に依存しているみほに対して嫌悪感を抱いていることが判明している。後にみほに好意を抱く主人公を誘惑し、自分がみおだと気付かない主人公を軽蔑し「みほじゃなくて私では駄目なの?」と迫るが、それでも「みほの純真さに惚れた」という主人公に求愛を拒否されてしまう。
その後、主人公を利用してみほとの関係を断ち切ろうとし、「早く1人になりたかった」とみほを罵倒するものの、結局はみほの優しさに救われて仲直りしている。
みほ
声 - こおろぎさとみ
みおとは双子で妹。みおと違ってとても可憐で内気で恥ずかしがり屋。両親を交通事故で亡くしてから唯一の肉親となったみおに依存しており、常にみおにくっついて懐いている。やがてその事でみほに嫌悪感を抱かれてしまうものの、それでもみおは「みおちゃんがいつも寂しそうにしているように見えたから、私が傍にいなきゃいけないと思った」と打ち明け、最終的にみおと仲直りしている。

## 関連商品
「TWINS」
本作のキャラクターデザインを担当した影崎夕那のイラスト集。本作より少し前の物語を描いたコミックも掲載されている。